# Virginia Gamba
Virginia Gamba (Argentina, 1954) és la Representant Especial del Secretari General de les Nacions Unides per als nens i els conflictes armats. Va ser nomenada el 12 d'abril de 2017 pel Secretari General de les Nacions Unides António Guterres, per substituir Leila Zerrougui d'Algèria.

## Carrera
Gamba havia estat anteriorment cap de l'Organització per a la Prohibició de les Armes Químiques-Mecanisme de recerca conjunt de les Nacions Unides. Des del 2012 fins al 2015, va ocupar el lloc de directora i subdirectora a l'Alt Representant per a Afers de Desarmament a l'Oficina d'Afers de Desarmament de les Nacions Unides
De 2009 a 2012, va ser Subdirectora de Seguretat a l'Institut de Seguretat Pública del Ministeri de Justícia de l'Argentina.
Des del 2007 fins al 2009, Gamba va treballar amb la Unió Europea com a assessor d'experts i va ajudar a desenvolupar l'enfocament comú africà per combatre el tràfic il·lícit d'armes petites. De 2001 a 2007, va ser directora d'Interaccions Sud-Sud a SaferAfrica.

## Educació
Gamba és llicenciada pel Col·legi Universitari de Gal·les i la Universitat de Newcastle upon Tyne. Té un màster en Ciències en estudis estratègics i un màsters en estudis espanyols i americans.